# 交通運輸對環境的影響
全球不同模式的交通運輸所產生的溫室氣體排放佔比組合:
交通運輸對環境的影響（英語：Environmental effects of transport）十分巨大，因為此區塊是全球的主要能源使用者，世界上大部分的石油均由其消耗，而產生空氣污染（包括一氧化二氮和懸浮微粒），並因有大量二氧化碳排放，是導致全球變暖的重要原因。而在這個區塊中的公路運輸部分是最大的元兇。
雖然已開發國家均已制定環境法以減少車輛排放。但這種改進卻因車輛數量增加及使用率增加而被抵消（此效應稱為傑文斯悖論）。世上已有一些針對減少道路車輛碳排放的深入研究。由於不同模式的交通運輸在能源使用和排放的差異很大，導致環保主義者呼籲把航空和公路模式轉往鐵路和人力運輸模式，以及擴大動力電氣化及提高能源效率。
交通運輸造成的其他環境影響包括交通堵塞和城市蔓延（而佔用自然棲息地和農業用地）。如果能把全球交通產生的排放減少，預計將會對空氣污染、酸雨、煙霧和氣候變化產生顯著的正面影響。交通產生的噪音污染和一氧化碳排放對人體健康有負面影響。
雖然目前的電動汽車可減少二氧化碳的排放，但在全球城市中日益流行的做法是優先採用公共交通、自行車和行人徒步的移動方式。創建20分鐘內即可透過簡單交通方式完成工作以及生活所需的社區（20-minute neighbourhood）可促使人們運動，大幅減少依賴車輛來移動與製造污染。有些城市已針對在擁擠區域的高峰時間內行駛的車輛，採取徵收額外費用的措施。

## 影響類型

### 排放
在美國，交通運輸這一區塊是溫室氣體排放的主要來源。估計這種排放佔全美溫室氣體排放的30%，在某些地區，佔比甚至更高。交通運輸是美國最大的溫室氣體排放者，佔有自1990年起全美溫室氣體排放淨增長中的47%。

### 土地
另一種環境影響是交通壅塞，以及城市蔓延。如果能把交通運輸產生的排放減少，預計將會對空氣污染、酸雨、煙霧和氣候變化產生顯著的正面影響。

### 人體健康
交通運輸產生的排放對健康的影響也令人擔憂。最近一項關於交通排放對孕婦妊娠結果影響的研究，顯示會產生負面影響，與子宮內胎兒生長遲緩有關聯。
如上所述，噪音污染和一氧化碳排放等會對環境造成直接的有害影響，同時也有間接影響。間接影響通常會產生更嚴重的後果，與人們的認知不同。雖然環境影響通常以單獨形式列出，但它們會有累積，以及交互的影響。氣候變化是多種自然因素和人為因素綜合作用的結果。全球16.2%的溫室氣體排放量來自交通運輸部門。

## 交通工具

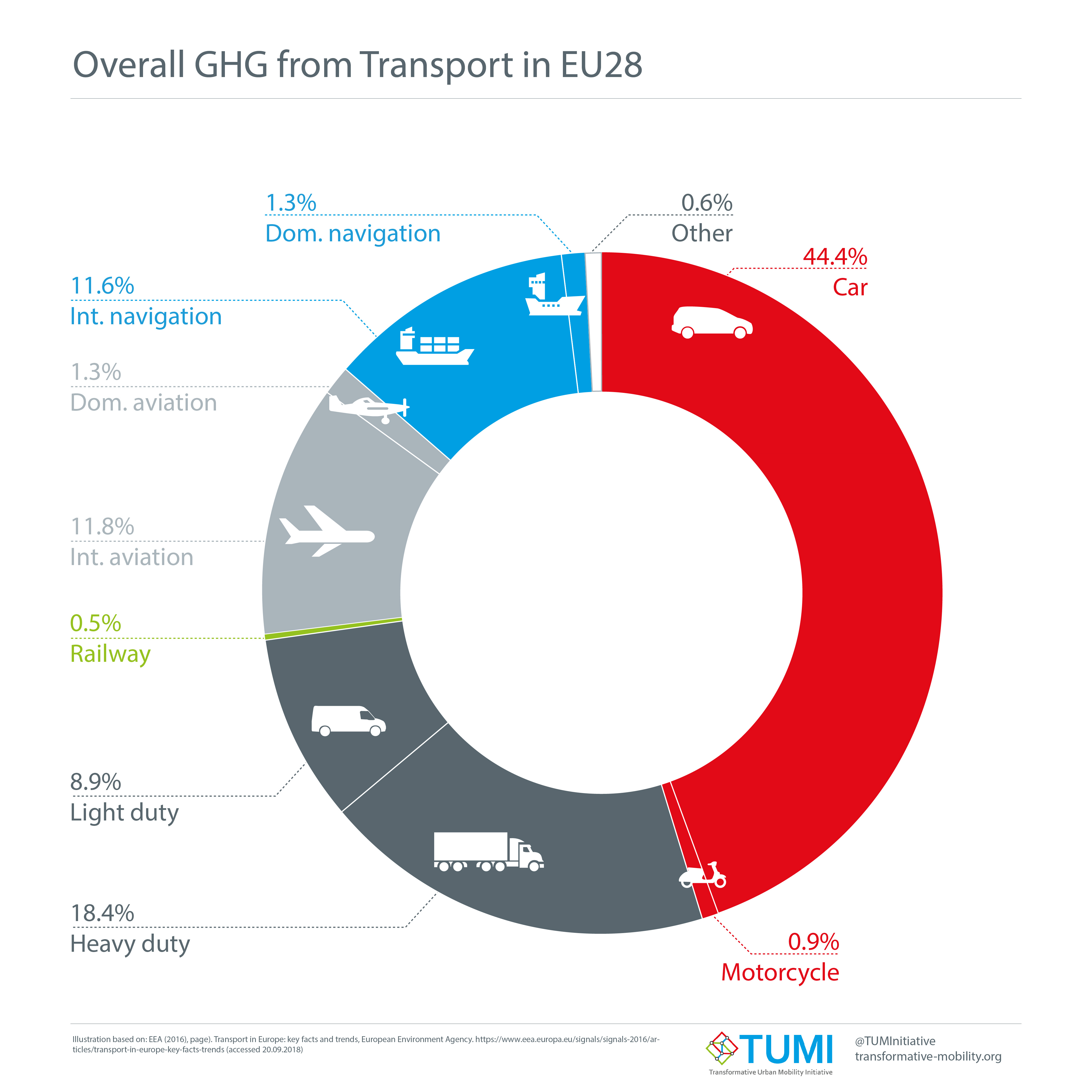
歐盟交通運輸的溫室氣體排放中各來源佔比（資料來源：Transformative Urban Mobility Initiave，TUMI）。

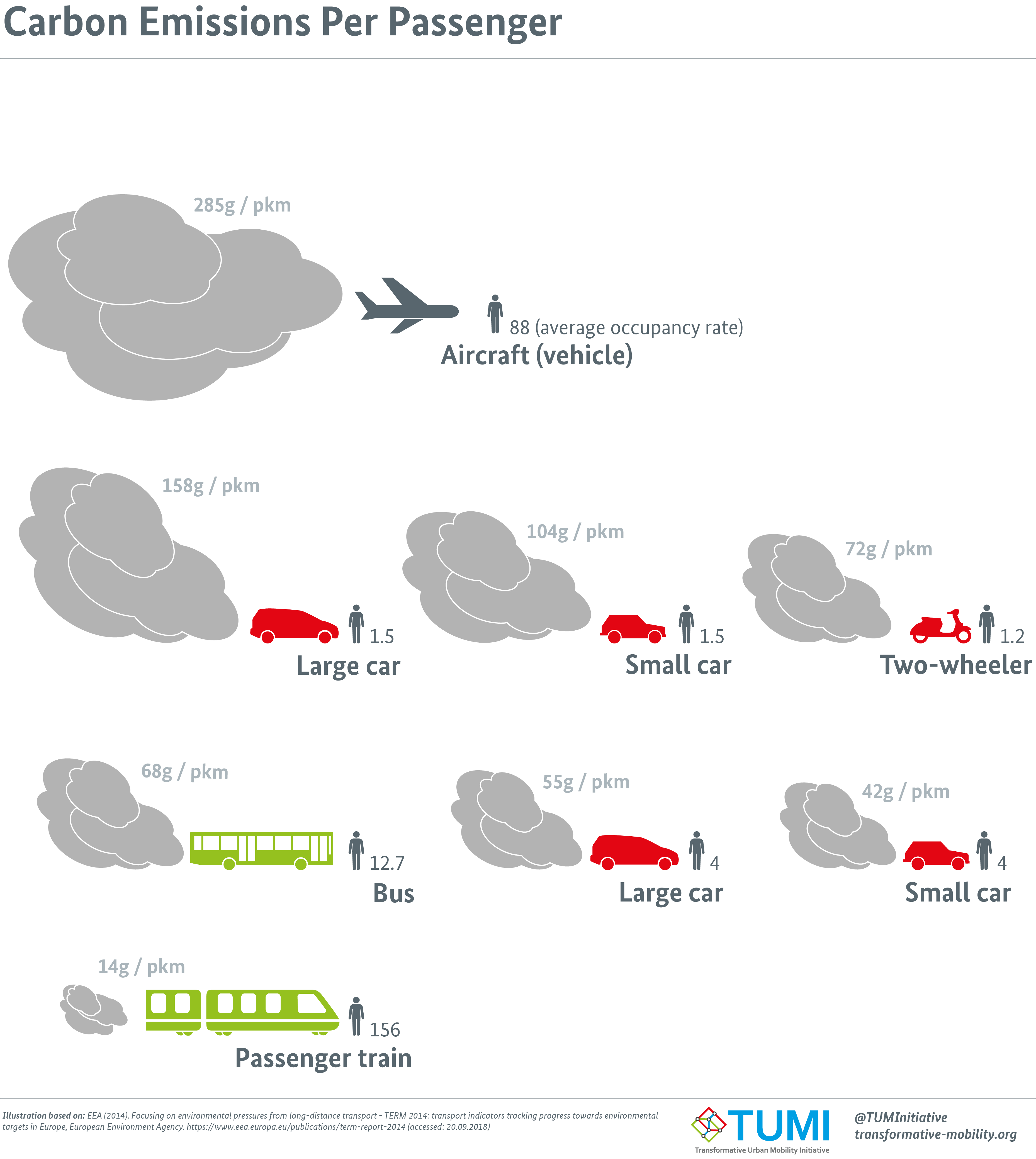
每位乘客的每英里碳排放量（克）。

下表把歐洲客運中，由不同工具所產生的排放量做比較：
| 交通工具 | 乘客人數 （平均） | 二氧化碳排放 (每位乘客每公里人均二氧化碳排放量/克) |
| -------- | ----------------- | -------------------------------------------------- |
| 火車     | 156               | 14                                                 |
| 小汽車   | 4                 | 42                                                 |
| 大型客車 | 4                 | 55                                                 |
| 公共汽車 | 12.7              | 68                                                 |
| 摩托車   | 1.2               | 72                                                 |
| 小汽車   | 1.5               | 104                                                |
| 大型客車 | 1.5               | 158                                                |
| 民航飛機 | 88                | 285                                                |

### 航空
航空業的排放量隨飛行時間的長短而異。長距離飛行與非常短途的飛行相比，前者由於有較少會大量消耗能源的起飛和降落次數，但由於距離較遠，會消耗更多的能源。航空旅行產生的二氧化碳排放量，在短途飛行時每乘客英里為0.24公斤（每乘客公里0.15公斤），長途飛行時每乘客英里0.18公斤（每乘客公里0.11公斤）。
研究人員一直在關注全球日益增長的高移動社會現象 - 人們頻繁且通常是長途航空旅行而產生的環境和氣候影響。這種現象會把飛機及其運作效率方面的改進抵消。英國氣候學家凱文·安德森在2008年發表的論文和所做的演講中就表達他對航空運輸日漸增加對氣候影響的擔憂。他指出，即使英國人航空旅行的年增長率有所下降，加上在別的區塊的二氧化碳排放減低，英國航空業在2030年的二氧化碳排放量仍會佔政府減排目標總量中的70%。
更糟糕的是飛機在平流層中的排放，除二氧化碳之外，還有甲烷以及氮氧化物，之後會生成臭氧及水蒸氣，比在海平面的排放會造成更強的輻射強迫。總體而言，航空業在2005年所造成的輻射強迫佔所有人類造成輻射強迫的4.9%。

### 公路

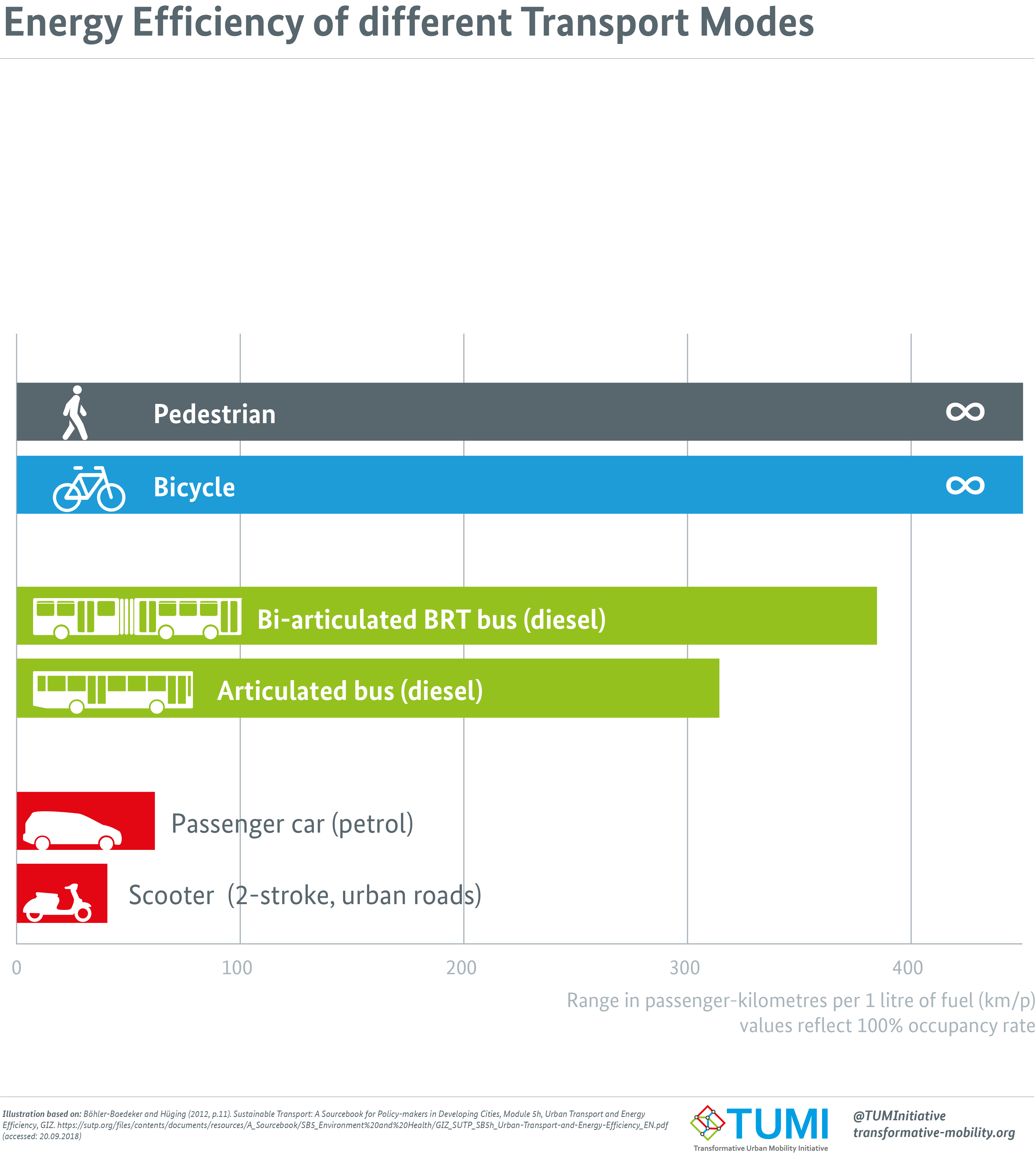
不同移動模式的能源效率（每位乘客（每公升/公里））

#### 騎自行車
騎自行車具有低碳排放和低環境足跡的效果。一項在歐洲針對數千名城市居民的研究，發現與交通相關的每日二氧化碳排放量為每人3.2公斤（7.1磅），其中使用汽車的佔70%，而騎自行車的佔1%（車輛和燃料的整個生命週期排放均包含在內）。騎自行車者在所有日常行動中產生的生命週期二氧化碳排放量比非騎自行車者少84%，每天有越多人騎自行車，他們產生與移動相關的碳足跡就會越低。從汽車轉向自行車作為“主要交通方式”的人，每天可減少7.1公斤（16磅）的二氧化碳排放。定期騎自行車與減少由通勤和社交移動的生命週期二氧化碳排放量有密切關係。 
從利用機動車做移動的方式轉變為非機動車移動方式也會產生重大影響。一項針對近2,000名歐洲參與者的研究顯示，平均每人每天多騎1趟車，少駕1趟車，持續200天，一年內與移動相關的生命週期二氧化碳排放量會減少約0.5噸，在交通造成的人均二氧化碳排放量佔不小的比率（以人們所住之處而定。每年約介於1.5至2.5噸之間）。

#### 汽車

汽車生命週期圖。

每加侖的無鉛汽油會產生8.91公斤（19.6磅）二氧化碳排放，而每加侖柴油會產生10.15公斤（22.4磅）二氧化碳化碳排放。含有10%乙醇的汽油在國際協議中被認為是每加侖會產生8.02公斤（17.7磅）二氧化碳。2017年在美國銷售的新型輕型汽車的平均燃油里程約為每加侖24.9英里，約當每英里排放約0.36公斤（0.79磅）二氧化碳。地方政府採用美國運輸部制定的MOBILE 6.2模型來模擬評估空氣品質，使用車隊平均（包含所有新舊汽車）里程每加侖20.3英里，則每英里排放約為0.44公斤（0.97磅）二氧化碳。
在歐洲，歐盟委員會強制規定從2015年起，所有註冊的新車平均每公里二氧化碳排放不得超過0.13公斤（0.29磅）。目標是到2021年，所有新車的平均排放量為每公里至多0.095公斤（0.21磅）二氧化碳。

#### 公共汽車
平均而言，市內通勤公共汽車每乘客英里排放0.3公斤（0.66磅）二氧化碳（每乘客公里0.18公斤），長途（>20英里，或>32公里）公共汽車每乘客英里排放0.08公斤二氧化碳（每位乘客公里0.05公斤）。由於各地道路和交通條件各不相同，因此一些碳排放計算會把行程距離增加10%，以應對可能發生的交通堵塞、繞行和和補給停靠事件。

### 鐵路

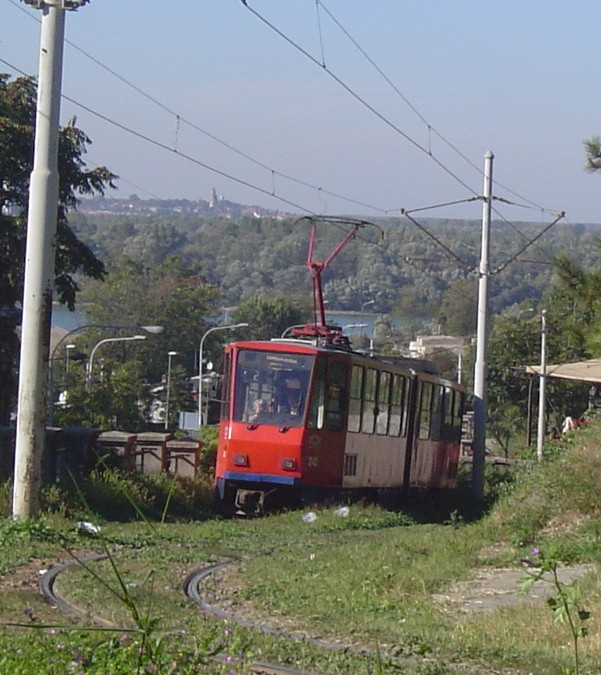
有軌電車（位於塞爾維亞首都貝爾格勒）。

通勤鐵道運輸和地鐵平均每乘客英里排放0.17公斤（0.37磅）二氧化碳（每乘客公里0.11公斤），長途（>20英里，或>32公里）鐵路每乘客英里排放0.19公斤（0.42磅）二氧化碳（每乘客公里0.12公斤）一些碳排放計算會把行程距離增加10%，把繞行、中途停靠和其他可能出現的問題列入考慮。電氣化火車造成污染的程度相對較小，因為發電廠的燃料使用效率會比個別柴油引擎來得高。通常是即使把電力傳輸損失考慮在內，電動機的效率也高於內燃機，如果電氣化火車配備有再生制動，可更進一步把能源效率提高。

#### 基礎設施
由鐵路交通所產生的噪音會對自然環境產生直接影響。火車有許多不同的部件，有可能產生雷鳴般的聲音。車輪、發動機和不符空氣動力的貨物都會讓鐵軌震動，產生響亮的聲音。鄰近鐵路的社區受到這些噪音的影響，市價會因而貶低。自1979年以來，為應對鐵路帶來的噪音影響，美國要求內燃機機關車在25米外的音量必須低於90分貝。但這種噪音除會讓附近的馬變得膽怯之外，已被證明對其無害。

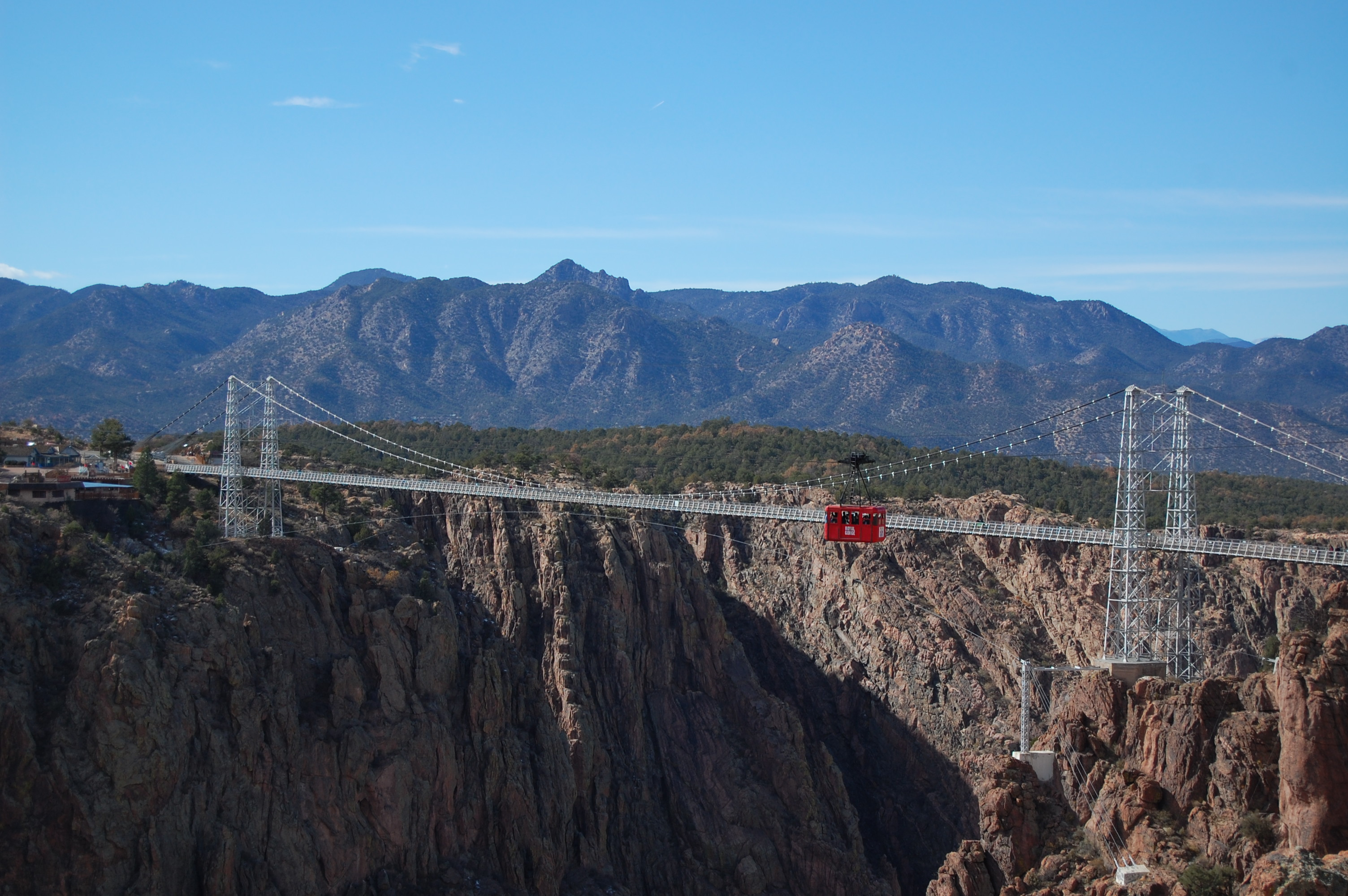
位於科羅拉多州峽谷城的皇家峽谷大橋。

鐵路會產生的另一直接影響是環境污染。火車所運載的貨品有污染環境的可能。這些污染有三種形式：氣態、液態和固態。篷車運載鐵礦石、煤炭、土壤或建築用骨料，當無適當遮蔽時就會造成空氣污染。也把氮氧化物、一氧化碳、二氧化硫或碳氫化合物釋放到空氣中。鐵路會導致地表逕流進入地下水或河流等而造成水污染，也可能由於石油等燃料洩漏進入供水系統或土地，或以不衛生的方式排放乘客的排泄物，造成污染。
鐵路的視覺干擾（Visual Disruption）的定義是鐵路把以前未受干擾的原始自然景觀做了改變。當在荒野地區修建鐵路時，會讓景觀發生視覺上的變化；人們將永遠無法再看到原來的地貌，為便於鐵路通行，建造者經常會把鐵路沿線周圍的地形改變，譬如頻繁的移除高地土方、墊高路堤、挖溝渠和築高架。
例如科羅拉多州峽谷城的皇家峽谷大橋，這座在1929年完成的橋樑，位於阿肯色河河面上方291米（95英尺），橫跨長度383米（1,258英尺）。橋的旁邊建有往復式地面纜車以抵達谷底，後來並在橋兩旁加建往復式索道，很明顯的成為科羅拉多州特殊的地面人造景觀。

### 航運
數量龐大的運貨車、卡車和大型鑽井平台的平均排放量為每消耗一加侖柴油，會排放10.17公斤（22.4磅）二氧化碳。運貨車和卡車平均耗油約每加侖7.8英里（或每英里排放1.3公斤二氧化碳），而大型鑽井平台平均油耗約每加侖5.3英里（或每英里排放1.92公斤二氧化碳）。

遠洋航運船舶把從別處抽取的壓艙水在裝貨港中排放，有可能引進入侵物種，這是種不同形式的污染。

把污水排入水體的來源有多種，包括污水處理廠、畜牧業徑流和船舶。這些排放物有損害水質的風險，對水域生態系統產生不利的影響，而增加人類健康的風險。雖然污水排放對所有水域生態系統都有潛在的廣泛影響，但在碼頭、流速緩慢的河流、湖泊和其他低換水率的水體中，這種影響會尤其嚴重。有時甚至會引入入侵物種，而導致當地原生物種滅絕，對當地環境與企業造成危害。
船舶所排放的氣體對環境的影響通常更大；他們在廣大的水域中航行，而把航行沿途的空氣和水污染。溫室氣體的排放讓大氣中的臭氧減少，並讓尤其是在春季地球南北極上空平流層中的臭氧大量減少（臭氧層空洞），而把阻擋紫外線輻射穿透的能力降低，對人類健康有負面的影響。船舶排放的硫和氮化合物會在大氣中氧化，形成硫酸鹽和硝酸鹽。氮氧化物、一氧化碳和揮發性有機物 (VOC) 的排放將導致地表臭氧形成和甲烷氧化增強，而把平流層中的臭氧減少。
有種全球化學物傳輸模型 (global chemical transport model，CTM) （Oslo CTM2可用於研究國際船舶排放對一氧化氮、一氧化碳、臭氧、羥自由基、二氧化硫、硝酸鹽和硫酸鹽等化合物分佈所產生的影響。特別也可針對氧化劑和硫化合物的大尺度分佈和日夜變化做交互研究。用作CTM2模型的氣象數據（風、溫度、降雨和雲等）是由天氣預報模型提供。 
不同運輸模式的排放：
| 運輸模式 | 每噸-英里排放的二氧化碳公斤數 |
| -------- | ----------------------------- |
| 航空貨運 | 0.8063                        |
| 卡車     | 0.1693                        |
| 火車     | 0.1048                        |
| 海運     | 0.0403                        |

英國的公路運輸每年產生的碳排放量約佔該國總排放量的20%，能源產業的排放量更大，約為39%。公路運輸是重要的化石燃料消耗者，也是重要的碳排放者，其中大型貨車佔公路運輸排放量近20%。

## 減緩對環境的影響

歐洲投資銀行氣候調查報告，歐盟/美國/中國間針對提高公共交通能源效率，及禁用高排放交通工具的意願強度比較。

### 可持續交通運輸
所謂可持續交通運輸是指每位乘客、每段距離移動有較低的環境足跡，或在相同的環境足跡下有更大運輸量的交通運輸模式。典型的可持續交通模式是利用鐵路、自行車以及步行。

### 公鐵路平行建置

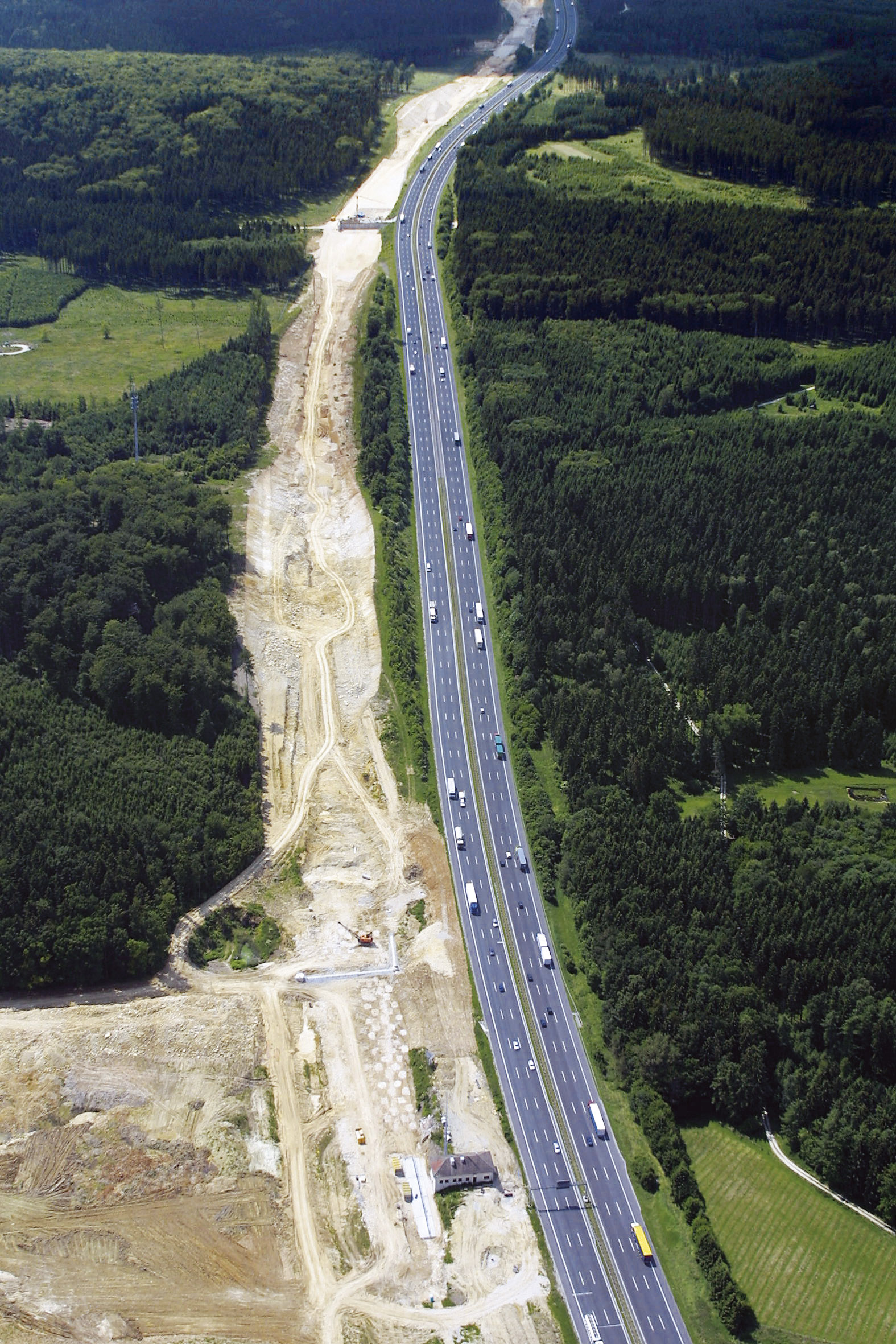
德國依公路-鐵路平行建置，興建中經過巴伐利亞州克興森林區的軌道工程。

有種道路生態學的選項可把新的路線對環境的影響降低，稱為公路-鐵路平行建置，讓新的鐵路軌道或高速公路沿著既有的路線興建。1984年法國巴黎與里昂之間的高速鐵路與高速公路就有14%是平行建置。而在2002年完工的科隆－萊茵/美因高速鐵路就有70%與高速公路平行建置。

歐洲投資銀行氣候調查報告，顯示在2019冠状病毒病疫情之後，如果旅遊限制停止，人們通常會傾向少選擇搭乘飛機旅行。

### 參與
對緩解交通運輸在環境的影響，並不一定需要類似道路建設的大規模變動，普通人也能做出貢獻。對於短途，甚至有時候是長途的移動，可利用步行、騎自行車的方式，或是用步行、搭乘公共汽車加上騎自行車的混合方式來取代。往往規劃者在評估交通投資時會把車輛交通量增加所產生的影響 - 譬如說停車位、交通事故和消費者成本都會因此增加 - 忽略掉，忘卻前述替代交通模式所能提供的好處。大多數的交通模型並未把道路通行能力擴張而導致額外的車輛流量的負面影響考慮在內，卻把城市公路項目的經濟效益高估。交通規劃指標，例如平均行車速度、車輛堵塞導致延誤和道路服務水準等，能衡量的是機動性，而非可利用的功效。
有67%的歐洲人在選擇度假地點時會考慮到是否會因此產生氣候變化。特別是30歲以下的人更會考慮到度假勝地旅行對氣候的影響。在2022年，52%的歐洲年輕人、37%介於30歲-64歲的人和25%在65歲以上的人表示他們會選擇搭乘飛機旅行。27%的年輕人聲稱他們要前往遙遠的目的地。
歐洲人預計在未來20年內的生活方式會發生巨大轉變。在2021年所做的一項氣候調查中，有31%的受訪者認為將來大多數人不再擁有自己的汽車，而63%的受訪者認為為減少排放和減輕氣候變化影響，以及遠程辦公將成新的常態。 有48%的人預測會對每個人設定能源配額。

歐洲投資銀行氣候調查報告，有3分之2的受訪者願意犧牲旅遊，以減少碳排放對氣候的影響。

## 電子商務的影響
近年來的電子商務已有長足的發展，在2019冠狀病毒病疫情發生後更是蓬勃發展。電子商務中的快速運輸選項會採用比以往更快的運輸方式把產品和服務送抵買家手中，但這種模式會對交通，以至於氣候變化產生負面的影響。聯合包裹在2016年所做的一項調查顯示，有46%的在線購物者由於運輸時間太長而放棄訂單，同時有3分之1的在線購物者會注重線上商店的交付速度，他們通常要求迅速的商品和服務交付。財務諮詢公司AlixPartners的研究發現消費者的預計平均等待收貨時間為4.8天，短於2012年的5.5天。願意等待超過5天的消費者所佔比例，在4年內從74%下降到60%。
電子商務購物被視為是可減少碳足跡的最佳方式。但這種看法只有某種程度的正確性。網上購物與自行開車去實體店購物相比，會消耗較少的能源。這是因為網路商店大量進貨，具有規模經濟。然而，當網路商店為每位購買者單獨包裝商品，或是當客戶不採一次購足，而是零星購買時，這些好處就會遭到抵消。對於擁有大量在線業務的大型商店，由於會提供運費折扣，而引發大量零星採購，這種非整合的採購在無意中把碳排放增加。麻省理工學院教授可持續物流教授Josué Velázquez-Martínez指出，“如果你願意等待一週收到商品，只等於砍伐20棵樹，而非砍伐100棵樹。”
只有當客戶不選擇加急交貨（包括2天送達）時，才能把運輸的能源密集度降低。非政府組織保護國際的首席執行官桑賈揚解釋說，當在網上購買的商品被要求在短短兩天內送上門，會導致更多車輛上路，而加重污染。除利用標準運輸時間外，消費者還必須減少經常退貨的問題。縱然有標準運輸時間送貨，但常發生退貨時，原本較好的貢獻也會被抵消。一篇發表在沃克斯傳媒的研究報告說，他們發現美國自1979年以來，交通運輸在2016年再度超過火力發電廠，成為最大的二氧化碳排放來源。這些環境問題是在運輸車隊中，佔4分之1的中型和重型卡車所造成；而這類卡車通常是為電子商務負責運輸的工作。
聯合包裹自2009年以來的交付數量增加65%。隨著電子商務交付量的增加，對卡車的需求增加，最終是導致我們大氣中的碳排放量增加。最近有研究通過更好的交通信號來幫助降低溫室氣體排放。可減少運輸車輛在路口的等待時間，因此可減少燃料浪費。這些信號可幫助汽車調整它們的速度，而增加它們通過路口、採平穩行駛模式而減少油料耗損。
據美國國家環境保護局（EPA）稱，交通是僅次於火力電力的第二大溫室氣體排放來源，預計到2050年貨運車輛的排放數量將超過乘用車的排放。

## 外部連結
- Personal Transportation Factsheet by the University of Michigan's Center for Sustainable Systems
- Comparison of CO2 Emissions by Different Modes of Transport （页面存档备份，存于） by the International Chamber of Shipping
- Nate Berg. . 2016-01-05  [2017-11-10]. （原始内容存档于2017-11-10）.
- John Schwartz. . NYT. 2016-09-27  [2016-09-27]. （原始内容存档于2023-03-21）.